# Aulo Postumio Albo Regilense (cónsul 464 a. C.)
Aulo Postumio Albo Regilense  fue un político y militar romano del siglo V a. C. perteneciente a la gens Postumia.

## Familia
Albo fue miembro de los Postumios Albinos, una rama familiar patricia de la gens Postumia, e hijo del cónsul y dictador Aulo Postumio Albo Regilense y hermano del consular Espurio Postumio Albo Regilense. No se conoce el nombre de su esposa, pero probablemente fue padre de Marco Postumio Albino Regilense y Publio Postumio Albino Regilense.

## Consulado
Elegido cónsul para el año 464 a. C., su colega y él llevaron a cabo campañas separadas contra los ecuos, dejando Roma en manos de Lucio Valerio Potito, nombrado prefecto de la ciudad. Según Tito Livio, su colega fue vencido y se replegó a su campo. En Roma, la amenaza parecía seria y la patria romana fue declarada en peligro. El Senado dio plenos poderes a Aulo Postumio para que pudiera tomar las decisiones necesarias para restablecer la situación. Este anticipo de senatus consultum ultimum no es quizá más que un anacronismo de Tito Livio. Sea como sea, el autor augústeo precisó que, con la ayuda de tropas reclutadas de los latinos, los hérnicos y la colonia de Antium, Postumio organizó la defensa del territorio romano. La dirección efectiva de las tropas sobre el campo de batalla se confía a un antiguo cónsul, Tito Quincio Capitolino Barbato, con los poderes (imperium) de procónsul. Este sería, pues, el primer promagistrado de la historia romana.

## Embajada
En 458 a. C., fue enviado con otros dos antiguos cónsules, Quinto Fabio Vibulano y Publio Volumnio Amintino Galo, como representante de la República romana ante los ecuos, después de que estos hubieran invadido el territorio de los latinos, en violación manifiesta del tratado de paz firmado con los romanos. El jefe ecuo rechazó a la delegación, sin escucharla, y la guerra se reanudó al año siguiente.